# 大西久光
大西 久光（おおにし ひさみつ、1937年2月10日 - ）は、日本の実業家、ゴルフ評論家、ゴルフ場設計者。

## 来歴・人物
兵庫県西宮市生まれ。1959年、関西学院大学を卒業し住友ゴム工業の前身である日本ダンロップに入社。大学時代にゴルフ部に所属（主将まで務めた）していた経験を生かしてゴルフ用品の開発などに携わる。
1973年、同社の関連会社でゴルフ競技運営などを行うダンロップスポーツエンタープライズの設立と同時に出向の形でマネージャーとして入社。トーナメントプロデューサー・ディレクターとして「インターナショナルツアー・ダンロップフェニックストーナメント」など数多くのゴルフトーナメントを手掛けた。トーナメントのプロデュースをしていくうちにゴルフ場設計の重要性を痛感するようになり、ゴルフ場設計に本格的に乗り出す。主なものとして福島県のグリーンアカデミーカントリークラブ（当時）、兵庫県のザ・サイプレスゴルフクラブ、宮崎県のUMKカントリークラブなどの設計・監理を担当した。
またテレビのゴルフ中継の解説者としても活躍。前出の「ダンロップフェニックス」（毎日放送）や「三菱ギャラントーナメント（現・ダイヤモンドカップゴルフ）」（関西テレビ）、「ワールド・スーパー・ゴルフ」（サンテレビジョン）など2008年まで35年間の長きにわたって担当していた。2008年の「三菱ダイヤモンドカップゴルフ」の中継を最後に解説者を引退した。
更にテレビCMにも出演。1994年から1995年にかけて放送されたアメリカン・エキスプレスのCMでは青木功と共演した。また宮崎市にあるフェニックス国際観光（現・フェニックス・シーガイア・リゾート）のCMでは実娘との共演も果たしている。
その後住友ゴム工業に戻り常務取締役などを歴任。
1999年、代表取締役社長を務めていたダンロップスポーツエンタープライズを退職。ゴルフ場開発やゴルフ用品販売を行う「ターゲットパートナー」を設立し代表取締役に就任。
他にも日本ゴルフコース設計者協会（JSGCA）名誉理事（2008年3月までは理事長）、CS放送の「ジュピターゴルフネットワーク」顧問などゴルフ関連の団体・企業でも活躍している。
夫人は元フィギュアスケート選手で、1968年グルノーブルオリンピック、1972年札幌オリンピック日本代表選手だった大西（旧姓・山下）一美。